# Filip Bradarić
Pour les articles homonymes, voir Bradarić.
Filip Bradarić, né le 11 janvier 1992 à Split, est un footballeur international croate évoluant au poste de milieu de terrain au Zrinjski Mostar.
En 2016, il intègre, pour la première fois, la sélection nationale croate, et, en 2018, fait partie de la sélection de 23 joueurs qui dispute la Coupe du monde en Russie.

## Biographie

### En club
Le 19 janvier 2019, après un prêt lors de la première partie de saison, il s'engage pour quatre saisons et demie (soit jusqu'en juin 2023) avec Cagliari. Le montant de la transaction s'élève à de 5 millions d'euros.

### En équipe nationale
Il dispute quelques matchs avec les moins de 19 ans et avec les espoirs.
Il joue son premier match en équipe de Croatie le 15 novembre 2016, en amical contre l'Irlande du Nord (victoire 0-3 à Belfast).
Retenu par le sélectionneur Zlatko Dalić afin de participer à la Coupe du monde 2018 organisée en Russie, il ne joue qu'une seule rencontre lors de ce tournoi, face à l'Islande. Lors de ce match, les joueurs croates s'imposent 2-1 à Rostov-sur-le-Don. La Croatie atteint finalement la finale (défaite 2-4 face à la France).

## Palmarès
- Finaliste de la Coupe du monde en 2018 avec l'équipe de Croatie
- Champion de Croatie en 2017 avec le HNK Rijeka
- Vice-champion de Croatie en 2015, 2016 et 2018 avec le HNK Rijeka
- Vainqueur de la Coupe de Croatie en 2017 avec le HNK Rijeka